# 1495
Portal Geschichte | Portal Biografien | Aktuelle Ereignisse | Jahreskalender | Tagesartikel

◄ |
14. Jahrhundert |
15. Jahrhundert
| 16. Jahrhundert | ►

◄ |
1460er |
1470er |
1480er |
1490er
| 1500er | 1510er | 1520er | ►

◄◄ |
◄ |
1491 |
1492 |
1493 |
1494 |
1495
| 1496 | 1497 | 1498 | 1499 | ► | ►►
Staatsoberhäupter  · Nekrolog  · Literaturjahr · Musikjahr
| Januar | Januar | Januar | Januar | Januar | Januar | Januar | Januar |
| Kw     | Mo     | Di     | Mi     | Do     | Fr     | Sa     | So     |
| ------ | ------ | ------ | ------ | ------ | ------ | ------ | ------ |
| 1      |        |        |        | 1      | 2      | 3      | 4      |
| 2      | 5      | 6      | 7      | 8      | 9      | 10     | 11     |
| 3      | 12     | 13     | 14     | 15     | 16     | 17     | 18     |
| 4      | 19     | 20     | 21     | 22     | 23     | 24     | 25     |
| 5      | 26     | 27     | 28     | 29     | 30     | 31     |        |

| Februar | Februar | Februar | Februar | Februar | Februar | Februar | Februar |
| Kw      | Mo      | Di      | Mi      | Do      | Fr      | Sa      | So      |
| ------- | ------- | ------- | ------- | ------- | ------- | ------- | ------- |
| 5       |         |         |         |         |         |         | 1       |
| 6       | 2       | 3       | 4       | 5       | 6       | 7       | 8       |
| 7       | 9       | 10      | 11      | 12      | 13      | 14      | 15      |
| 8       | 16      | 17      | 18      | 19      | 20      | 21      | 22      |
| 9       | 23      | 24      | 25      | 26      | 27      | 28      |         |

| März | März | März | März | März | März | März | März |
| Kw   | Mo   | Di   | Mi   | Do   | Fr   | Sa   | So   |
| ---- | ---- | ---- | ---- | ---- | ---- | ---- | ---- |
| 9    |      |      |      |      |      |      | 1    |
| 10   | 2    | 3    | 4    | 5    | 6    | 7    | 8    |
| 11   | 9    | 10   | 11   | 12   | 13   | 14   | 15   |
| 12   | 16   | 17   | 18   | 19   | 20   | 21   | 22   |
| 13   | 23   | 24   | 25   | 26   | 27   | 28   | 29   |
| 14   | 30   | 31   |      |      |      |      |      |

| April | April | April | April | April | April | April | April |
| Kw    | Mo    | Di    | Mi    | Do    | Fr    | Sa    | So    |
| ----- | ----- | ----- | ----- | ----- | ----- | ----- | ----- |
| 14    |       |       | 1     | 2     | 3     | 4     | 5     |
| 15    | 6     | 7     | 8     | 9     | 10    | 11    | 12    |
| 16    | 13    | 14    | 15    | 16    | 17    | 18    | 19    |
| 17    | 20    | 21    | 22    | 23    | 24    | 25    | 26    |
| 18    | 27    | 28    | 29    | 30    |       |       |       |

| Mai | Mai | Mai | Mai | Mai | Mai | Mai | Mai |
| Kw  | Mo  | Di  | Mi  | Do  | Fr  | Sa  | So  |
| --- | --- | --- | --- | --- | --- | --- | --- |
| 18  |     |     |     |     | 1   | 2   | 3   |
| 19  | 4   | 5   | 6   | 7   | 8   | 9   | 10  |
| 20  | 11  | 12  | 13  | 14  | 15  | 16  | 17  |
| 21  | 18  | 19  | 20  | 21  | 22  | 23  | 24  |
| 22  | 25  | 26  | 27  | 28  | 29  | 30  | 31  |

| Juni | Juni | Juni | Juni | Juni | Juni | Juni | Juni |
| Kw   | Mo   | Di   | Mi   | Do   | Fr   | Sa   | So   |
| ---- | ---- | ---- | ---- | ---- | ---- | ---- | ---- |
| 23   | 1    | 2    | 3    | 4    | 5    | 6    | 7    |
| 24   | 8    | 9    | 10   | 11   | 12   | 13   | 14   |
| 25   | 15   | 16   | 17   | 18   | 19   | 20   | 21   |
| 26   | 22   | 23   | 24   | 25   | 26   | 27   | 28   |
| 27   | 29   | 30   |      |      |      |      |      |

| Juli | Juli | Juli | Juli | Juli | Juli | Juli | Juli |
| Kw   | Mo   | Di   | Mi   | Do   | Fr   | Sa   | So   |
| ---- | ---- | ---- | ---- | ---- | ---- | ---- | ---- |
| 27   |      |      | 1    | 2    | 3    | 4    | 5    |
| 28   | 6    | 7    | 8    | 9    | 10   | 11   | 12   |
| 29   | 13   | 14   | 15   | 16   | 17   | 18   | 19   |
| 30   | 20   | 21   | 22   | 23   | 24   | 25   | 26   |
| 31   | 27   | 28   | 29   | 30   | 31   |      |      |

| August | August | August | August | August | August | August | August |
| Kw     | Mo     | Di     | Mi     | Do     | Fr     | Sa     | So     |
| ------ | ------ | ------ | ------ | ------ | ------ | ------ | ------ |
| 31     |        |        |        |        |        | 1      | 2      |
| 32     | 3      | 4      | 5      | 6      | 7      | 8      | 9      |
| 33     | 10     | 11     | 12     | 13     | 14     | 15     | 16     |
| 34     | 17     | 18     | 19     | 20     | 21     | 22     | 23     |
| 35     | 24     | 25     | 26     | 27     | 28     | 29     | 30     |
| 36     | 31     |        |        |        |        |        |        |

| September | September | September | September | September | September | September | September |
| Kw        | Mo        | Di        | Mi        | Do        | Fr        | Sa        | So        |
| --------- | --------- | --------- | --------- | --------- | --------- | --------- | --------- |
| 36        |           | 1         | 2         | 3         | 4         | 5         | 6         |
| 37        | 7         | 8         | 9         | 10        | 11        | 12        | 13        |
| 38        | 14        | 15        | 16        | 17        | 18        | 19        | 20        |
| 39        | 21        | 22        | 23        | 24        | 25        | 26        | 27        |
| 40        | 28        | 29        | 30        |           |           |           |           |

| Oktober | Oktober | Oktober | Oktober | Oktober | Oktober | Oktober | Oktober |
| Kw      | Mo      | Di      | Mi      | Do      | Fr      | Sa      | So      |
| ------- | ------- | ------- | ------- | ------- | ------- | ------- | ------- |
| 40      |         |         |         | 1       | 2       | 3       | 4       |
| 41      | 5       | 6       | 7       | 8       | 9       | 10      | 11      |
| 42      | 12      | 13      | 14      | 15      | 16      | 17      | 18      |
| 43      | 19      | 20      | 21      | 22      | 23      | 24      | 25      |
| 44      | 26      | 27      | 28      | 29      | 30      | 31      |         |

| November | November | November | November | November | November | November | November |
| Kw       | Mo       | Di       | Mi       | Do       | Fr       | Sa       | So       |
| -------- | -------- | -------- | -------- | -------- | -------- | -------- | -------- |
| 44       |          |          |          |          |          |          | 1        |
| 45       | 2        | 3        | 4        | 5        | 6        | 7        | 8        |
| 46       | 9        | 10       | 11       | 12       | 13       | 14       | 15       |
| 47       | 16       | 17       | 18       | 19       | 20       | 21       | 22       |
| 48       | 23       | 24       | 25       | 26       | 27       | 28       | 29       |
| 49       | 30       |          |          |          |          |          |          |

| Dezember | Dezember | Dezember | Dezember | Dezember | Dezember | Dezember | Dezember |
| Kw       | Mo       | Di       | Mi       | Do       | Fr       | Sa       | So       |
| -------- | -------- | -------- | -------- | -------- | -------- | -------- | -------- |
| 49       |          | 1        | 2        | 3        | 4        | 5        | 6        |
| 50       | 7        | 8        | 9        | 10       | 11       | 12       | 13       |
| 51       | 14       | 15       | 16       | 17       | 18       | 19       | 20       |
| 52       | 21       | 22       | 23       | 24       | 25       | 26       | 27       |
| 53       | 28       | 29       | 30       | 31       |          |          |          |

| Januar | Januar | Januar | Januar | Januar | Januar | Januar | Januar |
| Kw     | Mo     | Di     | Mi     | Do     | Fr     | Sa     | So     |
| ------ | ------ | ------ | ------ | ------ | ------ | ------ | ------ |
| 1      |        |        |        | 1      | 2      | 3      | 4      |
| 2      | 5      | 6      | 7      | 8      | 9      | 10     | 11     |
| 3      | 12     | 13     | 14     | 15     | 16     | 17     | 18     |
| 4      | 19     | 20     | 21     | 22     | 23     | 24     | 25     |
| 5      | 26     | 27     | 28     | 29     | 30     | 31     |        |

| Februar | Februar | Februar | Februar | Februar | Februar | Februar | Februar |
| Kw      | Mo      | Di      | Mi      | Do      | Fr      | Sa      | So      |
| ------- | ------- | ------- | ------- | ------- | ------- | ------- | ------- |
| 5       |         |         |         |         |         |         | 1       |
| 6       | 2       | 3       | 4       | 5       | 6       | 7       | 8       |
| 7       | 9       | 10      | 11      | 12      | 13      | 14      | 15      |
| 8       | 16      | 17      | 18      | 19      | 20      | 21      | 22      |
| 9       | 23      | 24      | 25      | 26      | 27      | 28      |         |

| März | März | März | März | März | März | März | März |
| Kw   | Mo   | Di   | Mi   | Do   | Fr   | Sa   | So   |
| ---- | ---- | ---- | ---- | ---- | ---- | ---- | ---- |
| 9    |      |      |      |      |      |      | 1    |
| 10   | 2    | 3    | 4    | 5    | 6    | 7    | 8    |
| 11   | 9    | 10   | 11   | 12   | 13   | 14   | 15   |
| 12   | 16   | 17   | 18   | 19   | 20   | 21   | 22   |
| 13   | 23   | 24   | 25   | 26   | 27   | 28   | 29   |
| 14   | 30   | 31   |      |      |      |      |      |

| April | April | April | April | April | April | April | April |
| Kw    | Mo    | Di    | Mi    | Do    | Fr    | Sa    | So    |
| ----- | ----- | ----- | ----- | ----- | ----- | ----- | ----- |
| 14    |       |       | 1     | 2     | 3     | 4     | 5     |
| 15    | 6     | 7     | 8     | 9     | 10    | 11    | 12    |
| 16    | 13    | 14    | 15    | 16    | 17    | 18    | 19    |
| 17    | 20    | 21    | 22    | 23    | 24    | 25    | 26    |
| 18    | 27    | 28    | 29    | 30    |       |       |       |

| Mai | Mai | Mai | Mai | Mai | Mai | Mai | Mai |
| Kw  | Mo  | Di  | Mi  | Do  | Fr  | Sa  | So  |
| --- | --- | --- | --- | --- | --- | --- | --- |
| 18  |     |     |     |     | 1   | 2   | 3   |
| 19  | 4   | 5   | 6   | 7   | 8   | 9   | 10  |
| 20  | 11  | 12  | 13  | 14  | 15  | 16  | 17  |
| 21  | 18  | 19  | 20  | 21  | 22  | 23  | 24  |
| 22  | 25  | 26  | 27  | 28  | 29  | 30  | 31  |

| Juni | Juni | Juni | Juni | Juni | Juni | Juni | Juni |
| Kw   | Mo   | Di   | Mi   | Do   | Fr   | Sa   | So   |
| ---- | ---- | ---- | ---- | ---- | ---- | ---- | ---- |
| 23   | 1    | 2    | 3    | 4    | 5    | 6    | 7    |
| 24   | 8    | 9    | 10   | 11   | 12   | 13   | 14   |
| 25   | 15   | 16   | 17   | 18   | 19   | 20   | 21   |
| 26   | 22   | 23   | 24   | 25   | 26   | 27   | 28   |
| 27   | 29   | 30   |      |      |      |      |      |

| Juli | Juli | Juli | Juli | Juli | Juli | Juli | Juli |
| Kw   | Mo   | Di   | Mi   | Do   | Fr   | Sa   | So   |
| ---- | ---- | ---- | ---- | ---- | ---- | ---- | ---- |
| 27   |      |      | 1    | 2    | 3    | 4    | 5    |
| 28   | 6    | 7    | 8    | 9    | 10   | 11   | 12   |
| 29   | 13   | 14   | 15   | 16   | 17   | 18   | 19   |
| 30   | 20   | 21   | 22   | 23   | 24   | 25   | 26   |
| 31   | 27   | 28   | 29   | 30   | 31   |      |      |

| August | August | August | August | August | August | August | August |
| Kw     | Mo     | Di     | Mi     | Do     | Fr     | Sa     | So     |
| ------ | ------ | ------ | ------ | ------ | ------ | ------ | ------ |
| 31     |        |        |        |        |        | 1      | 2      |
| 32     | 3      | 4      | 5      | 6      | 7      | 8      | 9      |
| 33     | 10     | 11     | 12     | 13     | 14     | 15     | 16     |
| 34     | 17     | 18     | 19     | 20     | 21     | 22     | 23     |
| 35     | 24     | 25     | 26     | 27     | 28     | 29     | 30     |
| 36     | 31     |        |        |        |        |        |        |

| September | September | September | September | September | September | September | September |
| Kw        | Mo        | Di        | Mi        | Do        | Fr        | Sa        | So        |
| --------- | --------- | --------- | --------- | --------- | --------- | --------- | --------- |
| 36        |           | 1         | 2         | 3         | 4         | 5         | 6         |
| 37        | 7         | 8         | 9         | 10        | 11        | 12        | 13        |
| 38        | 14        | 15        | 16        | 17        | 18        | 19        | 20        |
| 39        | 21        | 22        | 23        | 24        | 25        | 26        | 27        |
| 40        | 28        | 29        | 30        |           |           |           |           |

| Oktober | Oktober | Oktober | Oktober | Oktober | Oktober | Oktober | Oktober |
| Kw      | Mo      | Di      | Mi      | Do      | Fr      | Sa      | So      |
| ------- | ------- | ------- | ------- | ------- | ------- | ------- | ------- |
| 40      |         |         |         | 1       | 2       | 3       | 4       |
| 41      | 5       | 6       | 7       | 8       | 9       | 10      | 11      |
| 42      | 12      | 13      | 14      | 15      | 16      | 17      | 18      |
| 43      | 19      | 20      | 21      | 22      | 23      | 24      | 25      |
| 44      | 26      | 27      | 28      | 29      | 30      | 31      |         |

| November | November | November | November | November | November | November | November |
| Kw       | Mo       | Di       | Mi       | Do       | Fr       | Sa       | So       |
| -------- | -------- | -------- | -------- | -------- | -------- | -------- | -------- |
| 44       |          |          |          |          |          |          | 1        |
| 45       | 2        | 3        | 4        | 5        | 6        | 7        | 8        |
| 46       | 9        | 10       | 11       | 12       | 13       | 14       | 15       |
| 47       | 16       | 17       | 18       | 19       | 20       | 21       | 22       |
| 48       | 23       | 24       | 25       | 26       | 27       | 28       | 29       |
| 49       | 30       |          |          |          |          |          |          |

| Dezember | Dezember | Dezember | Dezember | Dezember | Dezember | Dezember | Dezember |
| Kw       | Mo       | Di       | Mi       | Do       | Fr       | Sa       | So       |
| -------- | -------- | -------- | -------- | -------- | -------- | -------- | -------- |
| 49       |          | 1        | 2        | 3        | 4        | 5        | 6        |
| 50       | 7        | 8        | 9        | 10       | 11       | 12       | 13       |
| 51       | 14       | 15       | 16       | 17       | 18       | 19       | 20       |
| 52       | 21       | 22       | 23       | 24       | 25       | 26       | 27       |
| 53       | 28       | 29       | 30       | 31       |          |          |          |

## Ereignisse

### Politik und Weltgeschehen

#### Italienische Kriege
- 23. Januar: Nach knapp einem Jahr Herrschaft dankt Alfons II. zugunsten seines Sohnes Ferdinand II. als König von Neapel ab. Er flieht nach Sizilien und geht nach Messina in ein Kloster, wo er am 18. Dezember stirbt.

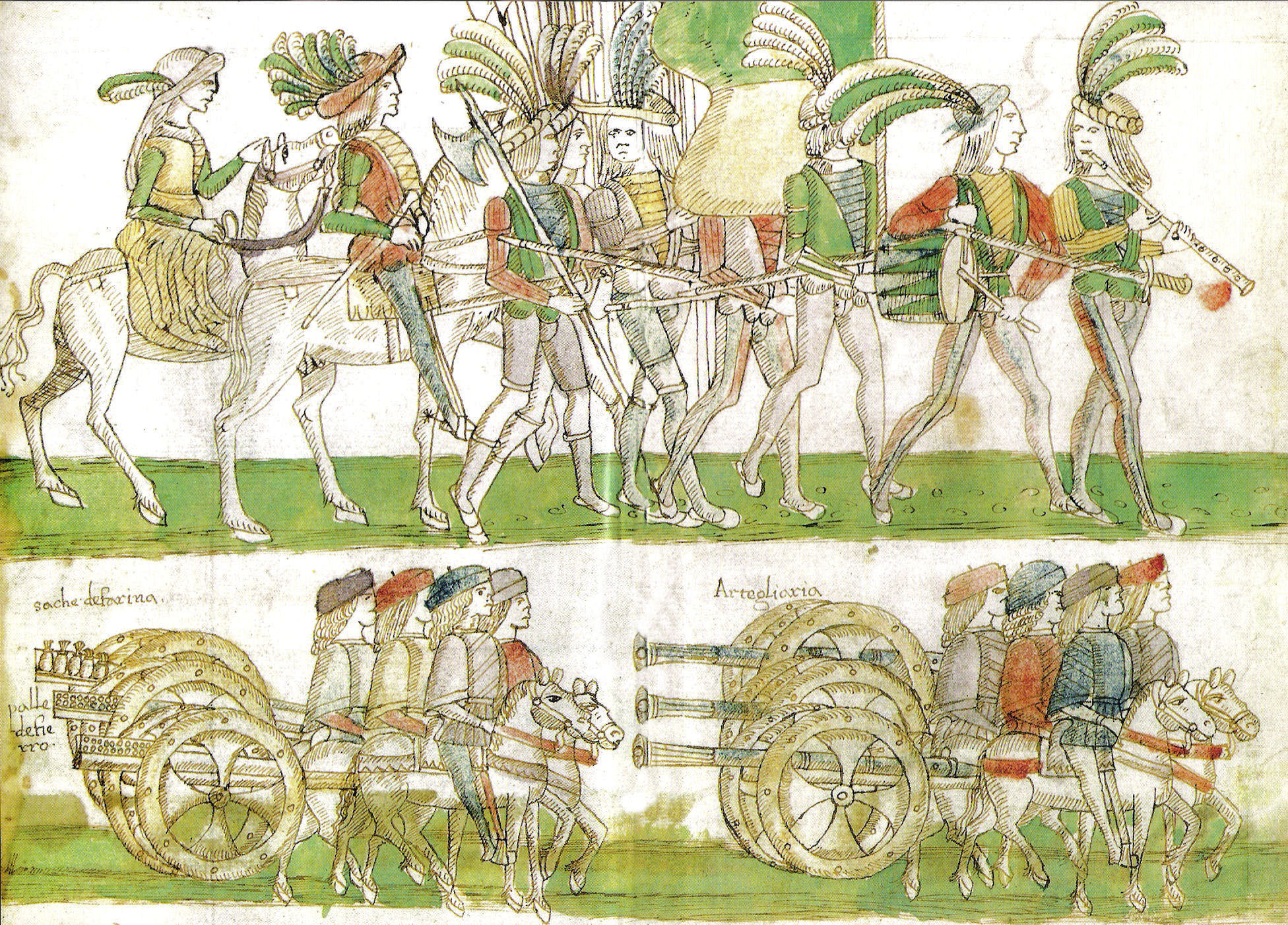
Französische Truppen ziehen in Neapel ein

- 22. Februar: Ferdinand II. flieht vor dem anrückenden Karl VIII. von Frankreich nach Ischia. Karl marschiert ohne Gegenwehr in Neapel ein.
- 31. März: In der Liga von Venedig finden sich Spanien, England, Venedig, Mailand und Papst Alexander VI. zusammen, um den Vormarsch Frankreichs in Italien zu stoppen. Vordergründig ist der Widerstand gegen das expandierende Osmanische Reich unter Bayezid II. Ziel der Heiligen Liga.
- 12. Mai: Karl VIII. von Frankreich wird in Neapel zum König von Neapel gekrönt.

Truppenbewegungen vor der Schlacht von Seminara

- 28. Juni: Trotz eines Sieges der Franzosen in der Schlacht von Seminara in Kalabrien ändert sich die Gesamtsituation der isolierten französischen Einheiten in Süditalien dadurch nicht.
- Am 6. Juli findet die Schlacht bei Fornovo südöstlich von Parma statt. Den Venezianern und ihren Verbündeten gelingt es in der ersten bedeutende Schlacht der Italienischen Kriege tatsächlich vorübergehend, die Franzosen aus Italien zu vertreiben.
- 7. Juli: Ferdinand II. zieht wieder als König in Neapel ein.

#### Heiliges Römisches Reich
- 18. März: Maximilian I. trifft in Worms ein. Er plant einen Italienfeldzug, den er mit einer Kaiserkrönung in Rom verbinden will.
- 26. März: Der Reichstag zu Worms wird vom römisch-deutschen König Maximilian I. eröffnet. Entgegen seinen optimistischen Vorstellungen wird er Worms erst im September wieder verlassen, da die Reichsstände nicht an seinem Feldzug, sondern an einer umfassenden Reichsreform interessiert sind. Erst am 7. April werden die ständischen Verhandlungen offiziell aufgenommen, wobei die Stände zuerst ihre Reformwünsche unter sich und ohne Anwesenheit des Königs beraten.
- Am 27. April erklärt sich Maximilian auf der Reichsversammlung bereit, zuerst über Reichsregiment, Landfriede und Kammergericht zu verhandeln, wonach auswärtige Hilfe und Reichssteuern thematisiert werden sollen. Im Folgenden bittet Maximilian noch mehrmals um Unterstützung in Italien und versucht, die Angst vor einem zu starken Frankreich zu schüren. Trotz Schreckensnachrichten aus Italien sowie Auftritten von Botschaftern der Mitglieder der Heiligen Liga kann sich Maximilian nicht gegen die Stände durchsetzen.

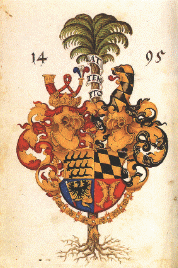
Wappen des Herzogtums Württemberg

- 21. Juli: Die bisherige Grafschaft Württemberg wird auf dem Reichstag zu Worms von Maximilian I. zum Herzogtum erhoben. Der bisherige Graf Eberhard V. wird als Eberhard I. erster Herzog.
- 7. August: Reichstag zu Worms. Der Ewige Landfriede im Heiligen Römischen Reich wird verkündet. Das Reichskammergericht nimmt seine Tätigkeit auf.

#### Russisch-Schwedischer Krieg
- Der Russisch-Schwedische Krieg beginnt. Moskowitische Truppen unter dem Befehl des Fürsten Daniel Wassiljewitsch Schtschenja brechen von Nowgorod aus gegen Wiborg auf.

#### Portugal
- 25. Oktober: Nach dem Tod seines Großvaters Johann II. wird Emanuel I. aus dem Haus Avis mit der Unterstützung seiner Großmutter Eleonore von Portugal König von Portugal.

#### Spanien und seine Kolonialpolitik

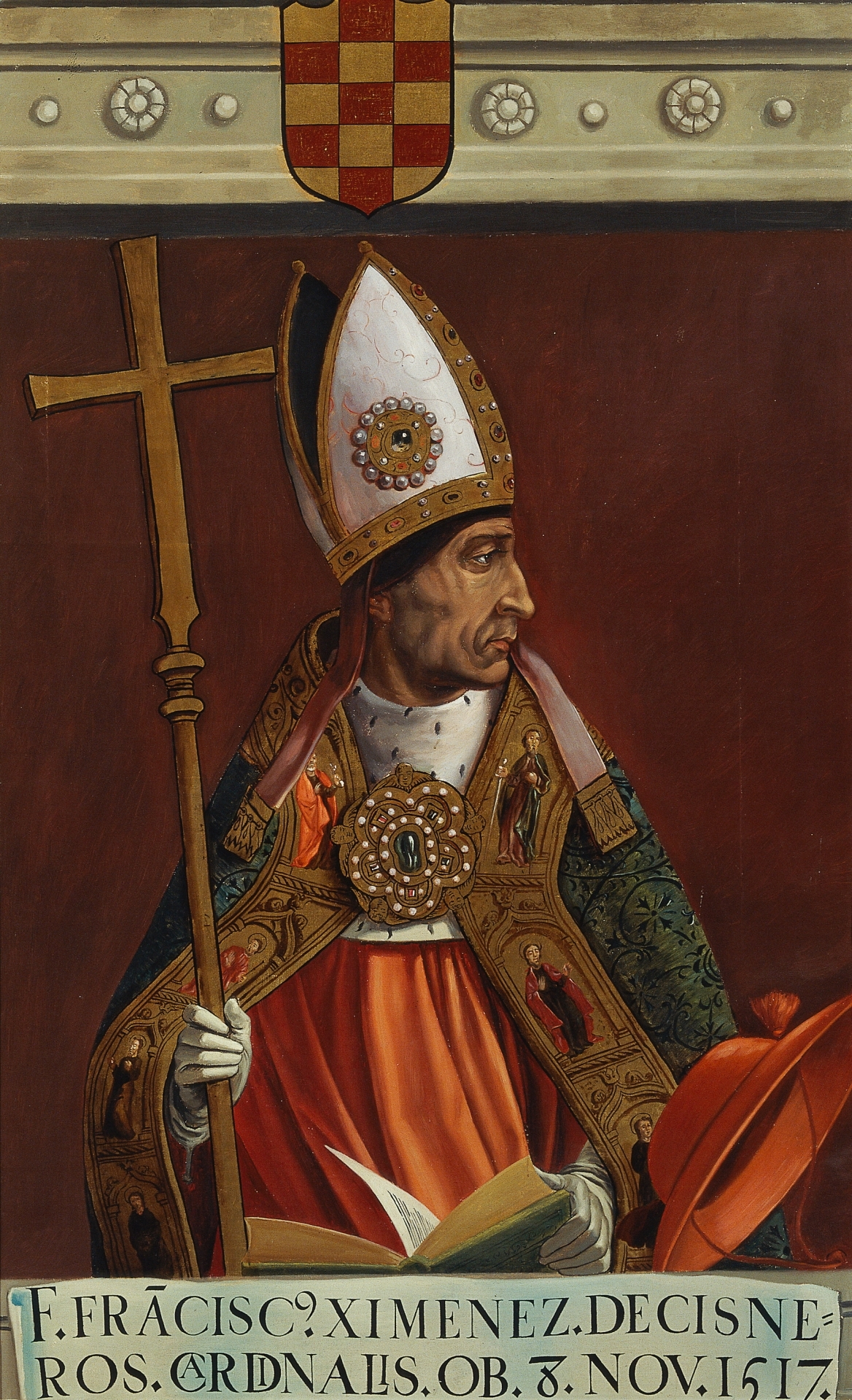
Kardinal Cisneros mit dem Legatenkreuz und Mitra

- 20. Januar: Francisco Jiménez de Cisneros wird Erzbischof von Toledo und als Beichtvater der Königin Isabella I. auch Großkanzler von Kastilien.
- 14. November: In der Schlacht von Aguere gelingt den Truppen des Königreichs Kastilien ein Erfolg über die Guanchen, die Ureinwohner der Kanarischen Inseln.
- 25. Dezember: Nach fast hundertjährigen Kämpfen gegen die Guanchen besiegen die Spanier die Ureinwohner der Kanarischen Inseln bei La Victoria de Acentejo auf Teneriffa endgültig. Teneriffa ist die letzte Insel, die unter spanische Herrschaft gerät.

### Wirtschaft
- Auf Beschluss des Reichstags zu Worms wird die erste direkte Reichssteuer eingeführt, der „gemeine Pfennig“.

### Wissenschaft und Technik
- Die Universität von Aberdeen wird gegründet.
- In der galicischen Stadt Santiago de Compostela wird die Universität Santiago de Compostela gegründet.
- Das erste medizinische Werk zur „Französischen Krankheit“ erscheint in Druck, nachdem es während der Besatzung Neapels durch Karl VIII. zu einem Ausbruch der Krankheit unter seinen Truppen gekommen ist. Die Krankheit breitet sich in der Folge epidemisch in Italien und Europa aus.
- um 1495: Der Reißzug auf die Festung Hohensalzburg wird errichtet. Die für die Materialbeförderung vorgesehene Standseilbahn ist heute die älteste in Betrieb befindliche Seilbahn der Welt.

### Kultur
- 15. Mai: In Valencia erscheint das Schachbuch Libre dels jochs partits dels schacs en nombre de 100, ordenat e compost per mi Francesch Vicent nat en la ciutat de Segorb e criat e vehi de la insigne e valerosa ciutat de Valencia von Francesc Vicent in Druck.

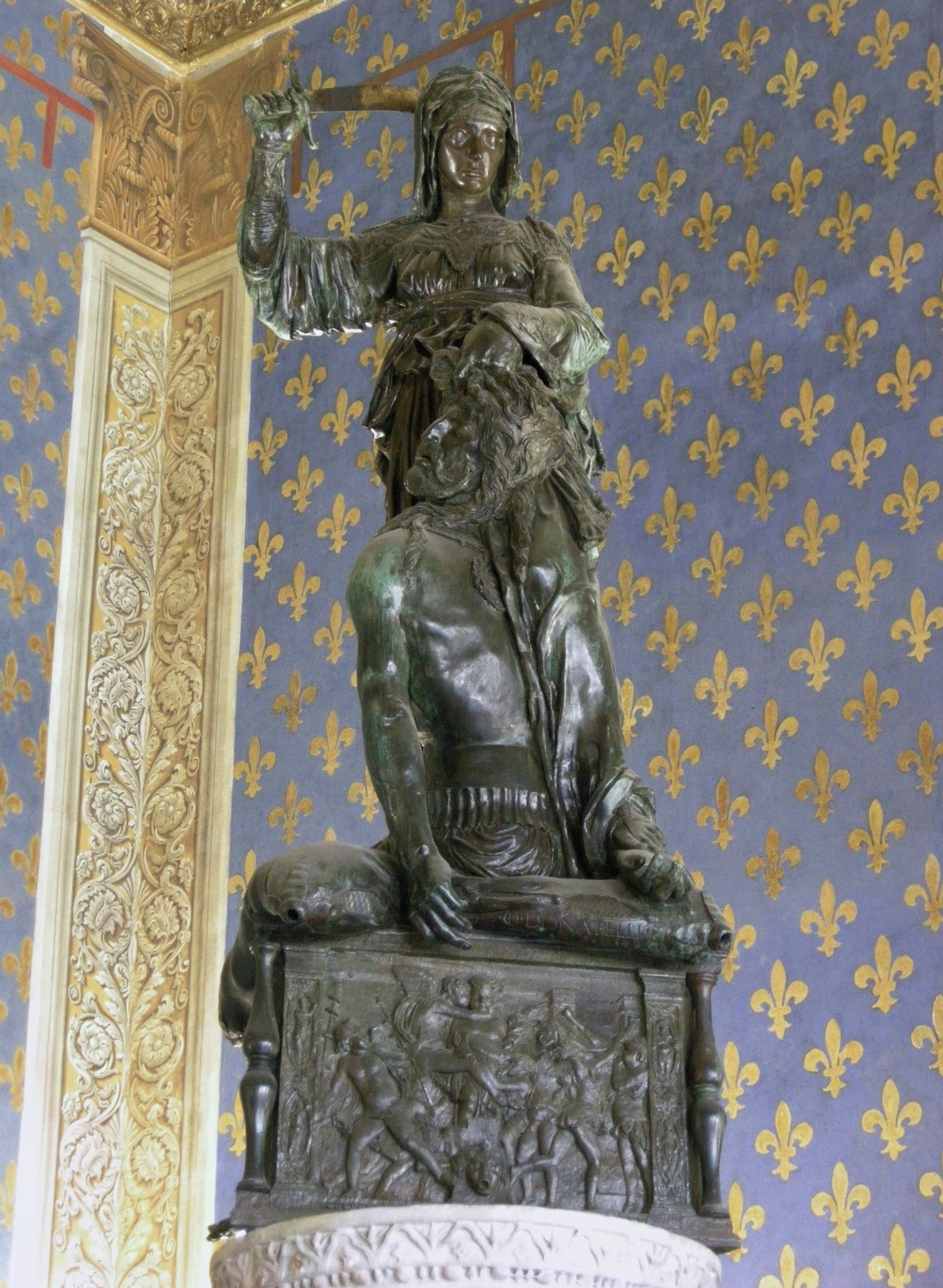
Judith und Holofernes, das Original heute im Palazzo Medici Riccardi

- Die Bevölkerung von Florenz holt nach der Vertreibung der Medici die von Donatello geschaffene Plastik Judith und Holofernes von ihrem Sockel im Garten des Palazzo Medici und stellt sie auf der Piazza della Signoria vor dem Palazzo Vecchio auf als Symbol für den Sieg des Volkes über die Tyrannei.

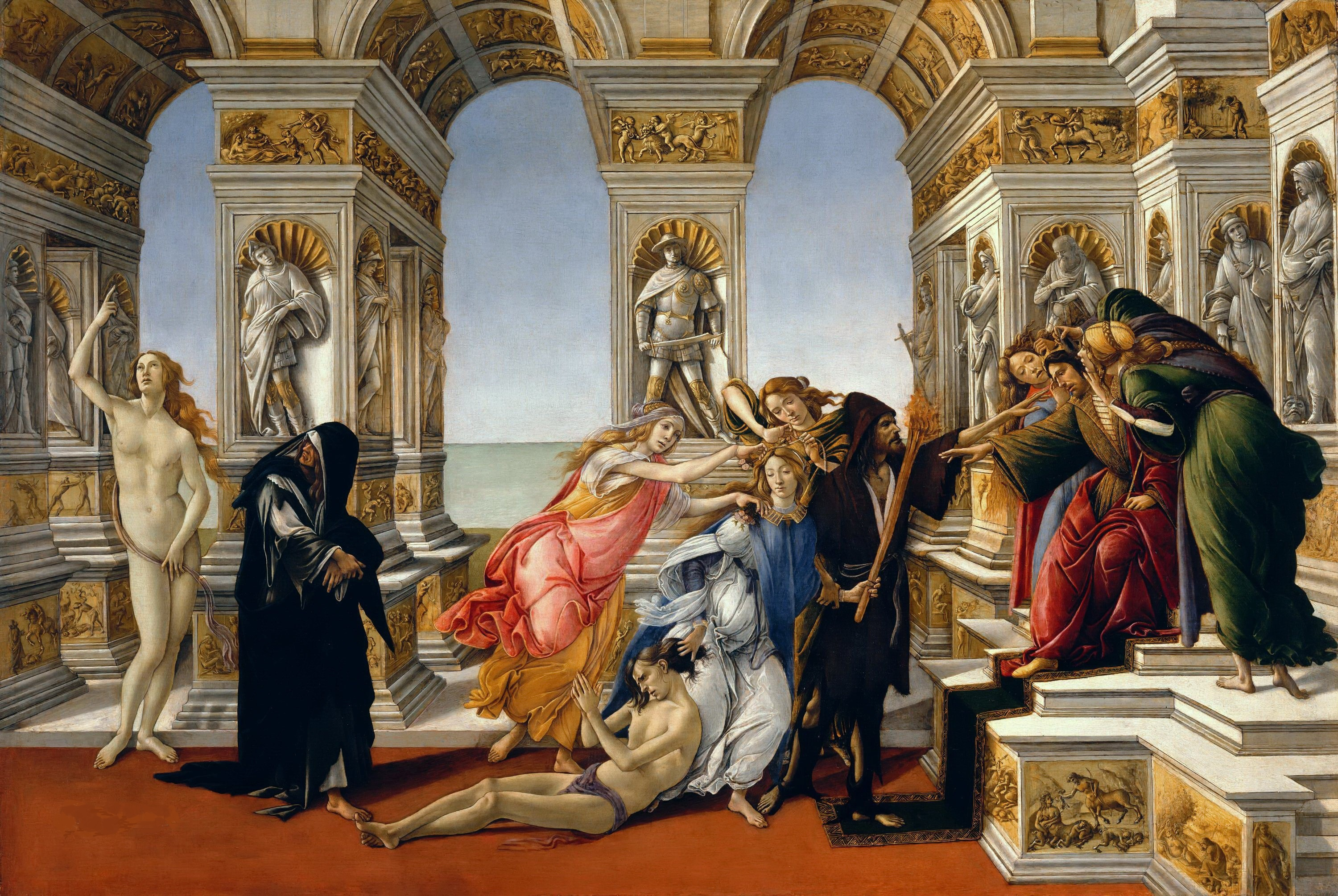
Die Verleumdung des Apelles

- 1494/1495: Sandro Botticelli fertigt in Tempera auf Holz das Gemälde Die Verleumdung des Apelles.

### Religion
- Nach dem Tod von Sigmund II. von Hollenegg am 3. Juli wird Leonhard von Keutschach als sein Nachfolger zum Erzbischof von Salzburg gewählt.
- Nördlich von Berlau erbauen Eremiten des Ordens der Paulaner, die von Peter IV. von Rosenberg und dessen Bruder Ulrich ins Land gerufen worden sind, das Kloster Kuklov nahe der gleichnamigen Burg.
- Giuliano da Sangallo vollendet die Kirche Santa Maria delle Carceri in Prato.
- Papst Alexander VI. erteilt dem Florentiner Prediger Girolamo Savonarola ein Predigtverbot, woran sich dieser vorläufig auch hält.
- In Ribeira Grande auf der Insel Santiago auf den Kapverden wird die Kirche Igreja de Nossa Senhora do Rosário, das erste römisch-katholische Gotteshaus südlich der Sahara, errichtet.

## Geboren

### Geburtsdatum gesichert
- 6. Januar: Augustin Schurff, deutscher Physiker und Mediziner († 1548)
- 4. Februar: Francesco II. Sforza, letzter souveräner Herzog von Mailand († 1535)
- 8. März: Rosso Fiorentino, italienischer Maler († 1540)
- 26. März: Michael Anton, Markgraf von Saluzzo († 1528)
- 16. April: Peter Apian, deutscher Mathematiker, Astronom, Geograph und Kartograf, außerdem Drucker und Herausgeber († 1552)
- 27. April: Süleyman I., „der Prächtige“, Sultan des Osmanischen Reichs († 1566)
- 1. August: Jan van Scorel, niederländischer Maler († 1562)
- 24. August: Otto I., Herzog von Braunschweig-Harburg († 1549)
- 18. September: Ludwig X., Herzog von Bayern († 1545)
- 24. September: Barbara von Brandenburg-Ansbach-Kulmbach, Landgräfin von Leuchtenberg († 1552)
- 20. Oktober: Amé III. de Sarrebruck-Commercy, französischer Adliger und Militär († 1525)
- 1. November: Erhard Schnepf, deutscher Theologe und Reformator († 1558)
- 21. November: John Bale, englischer Geistlicher und Dramatiker († 1563)
- 4. Dezember: Matthäus Alber, deutscher Reformator († 1570)

### Geburtsdatum unbekannt
- Antoinette d’Amboise, französische Adlige († 1552)
- Jan van Batenburg, holländischer militanter Täuferführer der Batenburger († 1538)
- Marie Dentière, deutsche reformierte Theologin, Schriftstellerin und Reformationshistorikerin († 1561)
- Madeleine de la Tour d’Auvergne, französisch-florentinische Adelige († 1519)
- Hans Lufft, Buchdrucker in der Reformationszeit, genannt der „Bibeldrucker“ († 1584)
- Hieronymus Sailer, Schweizer Kaufmann, Konquistador und Sklavenhändler († 1559)

### Geboren um 1495
- Robert Barnes, englischer Theologe und Märtyrer († 1540)
- Eustorg de Beaulieu, französischer Autor, Geistlicher, Organist und Komponist († 1552)
- Konrad Braun, deutscher katholischer Theologe († 1563)
- Melchior Hofmann, Führer der Täuferbewegung in Deutschland († um 1543)
- Johannes von Gott, Stifter des Ordens der Barmherzigen Brüder und ein Heiliger der katholischen Kirche († 1550)
- James Wedderburn, schottischer Dichter († 1553)
- Stephan Wild, deutscher Mediziner († 1550)

## Gestorben

### Erstes Halbjahr
- 11. Januar: Pedro González de Mendoza, spanischer Kardinal und Staatsmann (* 1428)
- 21. Januar: Madeleine de France, Regentin des Königreichs Navarra (* 1443)
- 10. Februar: William Stanley, englischer Ritter (* um 1435)
- 25. Februar: Cem Sultan, osmanischer Prinz und Dichter, Thronprätendent des Osmanischen Reichs (* 1459)
- 26. Februar: Siegmund von Brandenburg-Kulmbach, Markgraf von Brandenburg-Kulmbach (* 1468)
- 31. März: Guy Pot, französischer Adeliger (* um 1428)
- 25. April: Elisabeth von Waldeck, von 1442 bis 1495 Äbtissin des Frauenstiftes Kaufungen
- 29. April: Rudolf II. von Scherenberg, Fürstbischof von Würzburg (* ca. 1401)
- 2. Mai: Georg Altdorfer, Bischof von Chiemsee (* 1437)
- 23. Mai: Guillaume Gouffier, französischer Adliger (* um 1435)
- 31. Mai: Cecily Neville, Herzogin von York (* 1415)
- 18. Juni: Johannes von Bärenfels, Politiker und Bürgermeister von Basel
- 29. Juni: Antoine Champion, Bischof von Mondovì und Genf (* 1425)

### Zweites Halbjahr
- 3. Juli: Sigmund II. von Hollenegg, Erzbischof von Salzburg
- 14. Juli: Sixtus von Tannberg, Fürstbischof von Gurk und Fürstbischof von Freising
- 14. Oktober: Otto IV., Graf von Waldeck zu Landau (* um 1440)

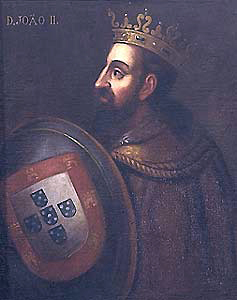
Johann II. von Portugal

- 25. Oktober: Johann II., König von Portugal (* 1455)
- 30. Oktober: François de Bourbon, Graf von Vendôme (* 1470)
- 31. Oktober: Wenzeslaus Brack, deutscher Frühhumanist und Wörterbuchautor
- 25. November: Dorothea von Brandenburg-Kulmbach, Königin von Dänemark, Norwegen und Schweden, sowie Herzogin von Schleswig und Holstein und Gräfin von Oldenburg (* 1430)
- 29. November: Gabriel Biel, deutscher scholastischer Philosoph (* vor 1410)
- 6. Dezember: Jakob Sprenger, eidgenössischer Inquisitor, angeblicher Koautor des mittelalterlichen Traktats „Hexenhammer“ (* 1435)
- 18. Dezember: Alfons II., König von Neapel (* 1448)
- Ende des Jahres: Veit Arnpeck, bayerischer Chronist (* um 1440)

### Genaues Todesdatum unbekannt
- Cosmè Tura, italienischer Maler der Renaissance (* um 1430)